# Odon Godart
Odon Godart (Farciennes, Valonia, Bélgica, 21 de agosto de 1913 — Bousval, Genappe, Valonia, Bélgica, 18 de abril de 1996), fue un astrónomo y meteorólogo belga.
Formado en las matemáticas y la astronomía antes de la Segunda Guerra Mundial, se unió a los aliados después de la derrota belga. Se especializó en la meteorología durante la guerra y participó en el desembarco de Normandía. Se convirtió en director del servicio meteorológico y reorganizó el ejército de aire belga. Regresó como profesor de astronomía en 1959. Dispone de 180 artículos publicados, seminarios, cursos y conferencias en materia de meteorología, astronomía y otras disciplinas científicas.

## Biografía

### Estudios
Tras sus primeros estudios en humanidades grecolatinas en el Colegio de los Jesuitas en Charleroi, obtuvo su licenciatura en ciencias matemáticas por la Universidad Católica de Lovaina en 1935.
Más tarde se convirtió en asistente del sacerdote y astrofísico monseñor Georges Lemaître, profesor en el origen de la teoría del Big Bang del universo en expansión.
En 1938, tras esta etapa, se mudó a Estados Unidos para realizar una investigación sobre los rayos cósmicos en el Observatorio de Harvard y en el MIT. En uno de sus viajes a Hollywood conoció a Paulette Goddard, la actriz de Tiempos modernos junto a Charlie Chaplin, quién le informaría del comienzo de la guerra en Europa.

### La Segunda Guerra Mundial

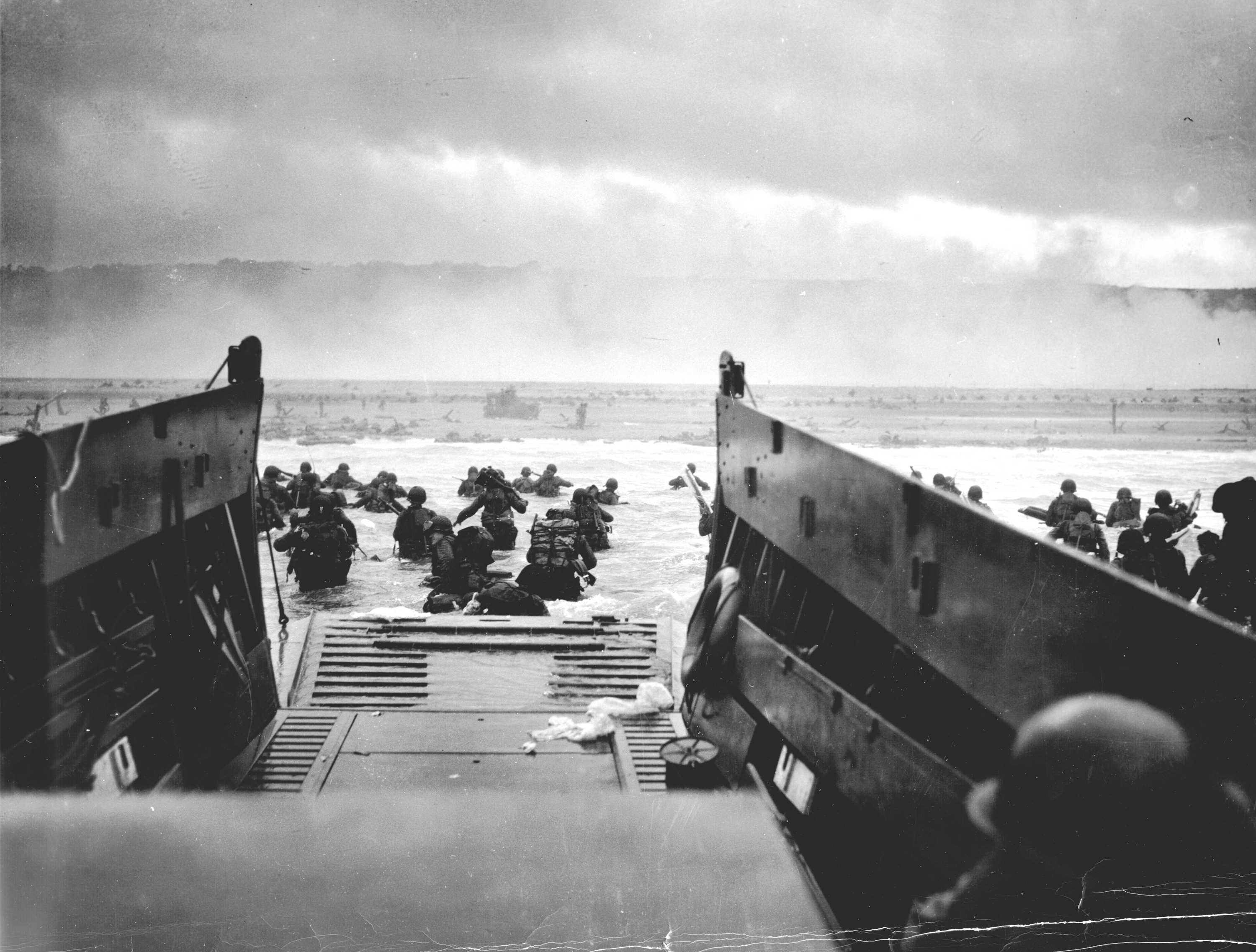
Desembarco en la playa Omaha en la mañana del 6 de junio de 1944

Odon Godart decidió regresar a Europa a embarcarse en un crucero de pescadores. Más tarde se alistó en el ejército canadiense y, finalmente, fue a Inglaterra a trabajar para el servicio meteorológico del ejército británico efectuando sondeos en el mar del Norte.
En 1943 participó en los bombardeos sobre Alemania en los que fue gravemente herido. En sus 3 meses de estancia en el hospital mejoró sus estudios meteorológicos.
Escribió el manuscrito De la introducción y el uso de coordenadas isobáricas, como coordinar la meteorología y sus consecuencias isobáricas. La idea fue mal recibida por su superior R. C. Sutcliffe, pero su utilidad finalmente fue reconocida. Este concepto permite el uso de la presión para el análisis en vez de la altitud, lo que simplificó las ecuaciones del comportamiento de la atmósfera y, más adelante, se utilizará en la predicción del tiempo.
Los preparativos para el desembarco de Normandía iban por buen camino pero faltaba elegir una fecha. El general Eisenhower pidió que se proporcionase el tiempo con una antelación de dos semanas, tarea prácticamente imposible de pronosticar en ese entonces desde los tres grupos de meteorología, Royal Navy, Met Office y la USAAF que trabajaban de forma independiente con James Stagg, pronosticador jefe para asesorar a Eisenhower en la planificación de la Operación Overlord.
Originalmente, el día D se iba a efectuar el 5 de junio de 1944 pero debido a inclemencias meteorológicas se sugirió trasladarse al día siguiente como cambio al plan. A las 4:30 de la manyana del 4 de junio, el pronóstico proporcionado por los tres grupos de meteorólogos contribuyeron significativamente a la decisión de Eisenhower parar trasladar la misión al 6 de junio.

### Tras la guerra
Odon Godart llegó a continuación a Normandía y fue el responsable de la reorganización de servicio meteorológico de la Fuerza Aérea de Bélgica donde fue nombrado director.
En 1950, ya instalado en Bélgica, se casó y tuvo 5 hijos.
En 1959 trabajó como profesor en la Universidad de Lovaina, enseñando astronomía y publicando numerosos artículos en Lemaître sobre astronomía y cosmología, entre otros temas.
Fue Presidente de la Sociedad Real Belga de Astronomía, meteorología y física del globo.
Odon Godart falleció en su pueblo natal, Farciennes, Valonia, el 18 de abril de 1996.

## Astronomía

Mapa de la radiación cósmica de fondo obtenida con el satélite WMAP

En 1965, Odon Godart anunció a su antiguo colega Geroges Lemaître, entonces muy enfermo, el descubrimiento de la radiación cósmica de fondo por Arno Penzias y Robert Wilson. Este eco desaparecido de la formación del mundo, como Lemaître le llamaba poéticamente, confirmó el escenario cosmológico del Big Bang, del que Lemaître fue uno de los primeros descubridores entre 1920 y 1930.
El asteroide (7043) Godart descubierto en 1934 fue nombrado en su honor.

## Publicaciones
- Les prévisions météorologiques britanniques pendant la guerre 1940-1945', Ciel et Terre, vol. 102, 1986.
- Histoire de la météorologie à l'aviation belge, Musée de l'Air, Cinquantenaire, Bruselas, 1990.